# Стадион Мансиче
Стадион Мансиче (шп. Estadio Mansiche) је вишенаменски стадион у Трухиљу, Перу. Стадион се углавном користи за фудбалске утакмице, фудбалски клубови ФК Универсидад Сесар Ваљео и Карлос А. Мануци користе овај стадион. Стадион може да прими 25.000 гледалаца. Стадион је отворен 1946. године и од тада је више пута реновиран. На стадиону се налази и атлетска стаза. Стадион је део већег спортског комплекса Мансиче који укључује колосеум Гран Чиму, базен и друге спортске садржаје.
У три наврата је био домаћин купа Јужне Америке, а једном Копа либертадорес. Домаћин је био утакмица Групе Б током јужноамеричког фудбалског првенства 1995. године. Такође је био домаћин утакмица на Копа Америка 2004. и ФИФА У-17 Светском првенству 2005. Такође је било домаћин свечаности Боливаријанских игара 2013. године.

## Историја стадиона
Локални спортиста Естуардо Мелендез Макчиавељо први је затражио изградњу стадиона у Трухиљу од председника Мануела Прада и Угартечеа. Изградња стадиона трајала је две године између 13. маја 1944. и јула 1946. године, који је у почетку био познат као Естадио Модело де Трухиљо. Свечано је отворен под председништвом Хосе Луиса Бустамантеа Ривере.
Церемонија отварања одржана је 12. октобра 1946. године у присуству тадашњег потпредседника Хосеа Галвеса Баренечее, Зоиле Марије де ла Викториа и мајке политичког лидера Виктора Раула Хаиа де ла Тореа, Росе Франсиска де Паула де ла Торе. Прва фудбалска утакмица одиграна на стадиону била је између Депортиво Трујиља и Спорт Тигре.
Првобитни капацитет од 5.000 повећан је 1984. године на 14.000 када је изграђена северна трибина. Овиме је фудбалски клуб Спортинг Кристал могао да користи стадион током Копа либертадореса 1984. године. Године 1993. стадиону је додато вештачко осветљење које је омогућавало да се утакмице играју по мраку.  Стадион је био домаћин свих утакмица групе Б током јужноамеричког фудбалског првенства за играче до 17 година.
Три од четири трибине, северна, јужна и западна, су обновљене као припреме за Копа Америка 2004. године. Такође су постављене луксузне просторије за седење, ложе за репортере, реновиране свлачионице и семафор. Тиме је капацитет стадиона достигао приближно 20.000. Следеће године трава је замењена вештачком травом за Светско првенство у фудбалу до 17 година 2005. године. Терен се неће вратити на природну траву све до 2013.

## Копа Америка 2004.
Овај стадион је коришћен за утакмице на Копа Америка 2004. Тај турнир се играо од 6. до 25. јула у Перуу. Укупно су одиграна три меча, два у групној фази турнира и четвртфинале између Колумбије и Костарике (2:0).
| № | Датум         | Екипе                 | Резултат | Посета                            | Такмичење |
| - | ------------- | --------------------- | -------- | --------------------------------- | --------- |
| 1 | 12. јул 2004. | Венецуела – Боливија  | 1:1      | Копа Америка 2004. – групна фаза  | 25.000    |
| 2 | 12. јул 2004. | Перу – Колумбија      | 2:2      | Копа Америка 2004. – групна фаза  | 25.000    |
| 3 | 17. јул 2004. | Колумбија – Костарика | 2:0      | Копа Америка 2004. – четвртфинале | 18.000    |